# Mark Boyle
Mark Boyle (Ballyshannon, 8 maggio 1979) è un attivista e scrittore irlandese divenuto famoso nel mondo per la sua scelta, avvenuta nel 2008 e terminata poco più di due anni più tardi, di vivere senza denaro.
È fondatore della Freeconomy Community: una comunità planetaria che ha quale scopo quello di creare relazioni fra le persone tramite il loro scambio di beni materiali, abilità e conoscenze. Durante la sua attività di attivista, Boyle ha scritto articoli per il quotidiano britannico The Guardian e due libri, The Moneyless Man e The Moneyless Manifesto, il cui ricavato è destinato a un progetto a sostegno della permacultura e ad un centro di formazione "su ecologia, comunità e giustizia sociale".

## Biografia
Cresciuto a Ballyshannon, nella contea del Donegal, si laurea in economia al Galway-Mayo Institute of Technology prima di trasferirsi nel Regno Unito nel 2002. Secondo quanto dichiarò, la visione del film Gandhi, avvenuta durante il periodo di studi, gli avrebbe cambiato la vita.
Dopo aver gestito due aziende alimentari nel Regno Unito, Boyle decise, prendendo in considerazione il denaro come "una fonte di disconnessione tra noi e le nostre azioni", di fondare la Freeconomy Community nel 2007.
Poco tempo dopo, Boyle partì, portando con sé solo pochi oggetti indispensabili, per un lungo viaggio a piedi fino a Porbandar (India): il luogo natio di Gandhi. Giunto a Calais (Francia), egli fu tuttavia costretto a ritornare presto indietro a causa delle barriere linguistiche.
Nel 2008, Boyle maturò il progetto di vivere completamente senza denaro. Dopo aver fatto alcuni acquisti (includenti un pannello solare e una stufa a legna), iniziò la sua nuova vita a partire dalla giornata del non acquisto nello stesso anno. Ha interrotto l'esperimento dopo due anni e mezzo.
Boyle è apparso in televisione, alla radio, e altri media di molti paesi, dove ha descritto il suo singolare stile di vita, ricordando ai suoi lettori che una vita senza denaro non è un'idea recente, poiché l'economia monetaria è esistita solo per una piccola frazione della storia umana.

## Opere
- The Moneyless Man: A Year of Freeconomic Living by Mark Boyle, Oneworld Pubns, 2010.
- The Moneyless Manifesto: Live Well, Live Rich, Live Free, Permanent Pubn, 2013.